# Wringen

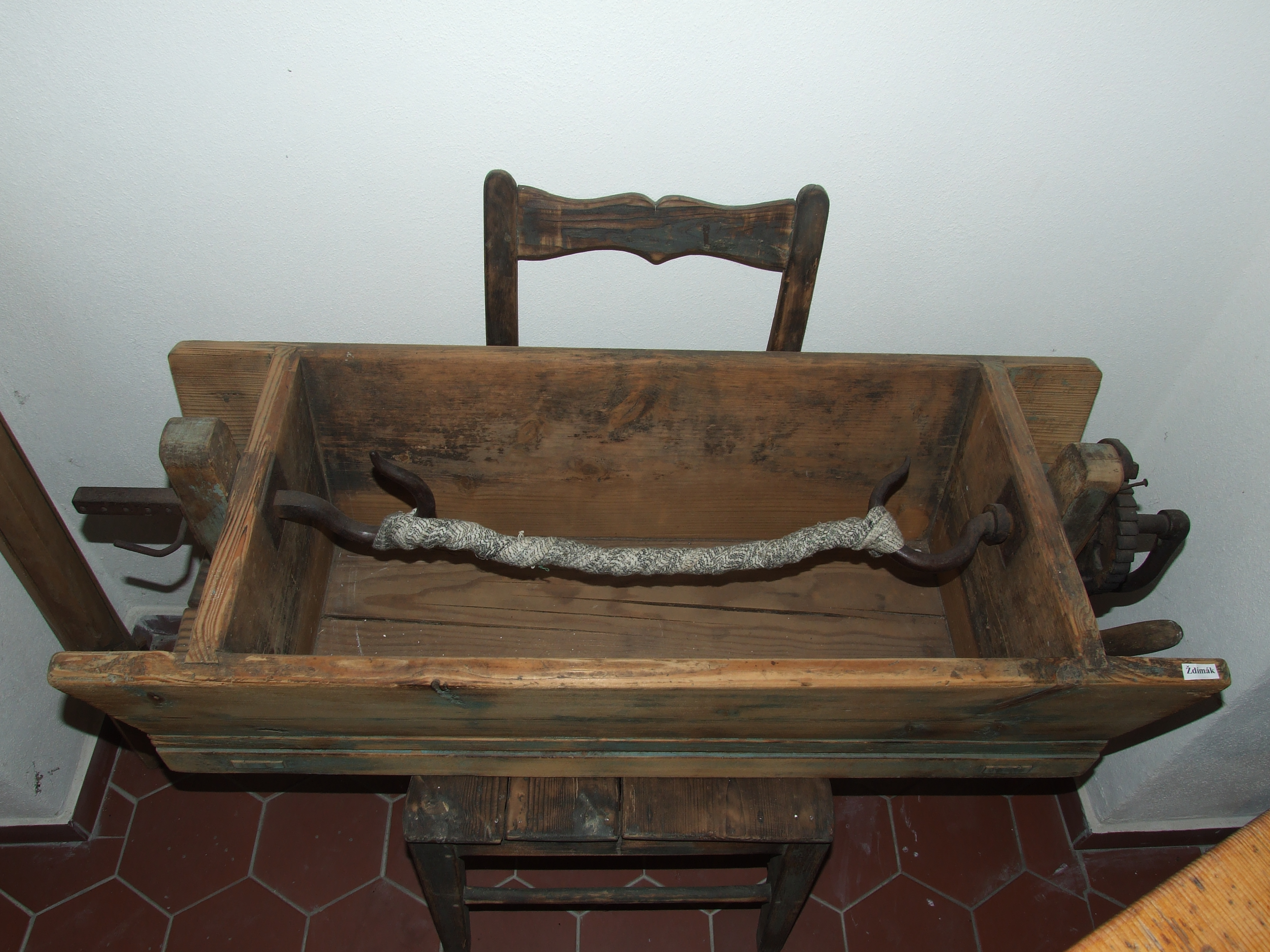
Auswringen mit Hilfsmittel

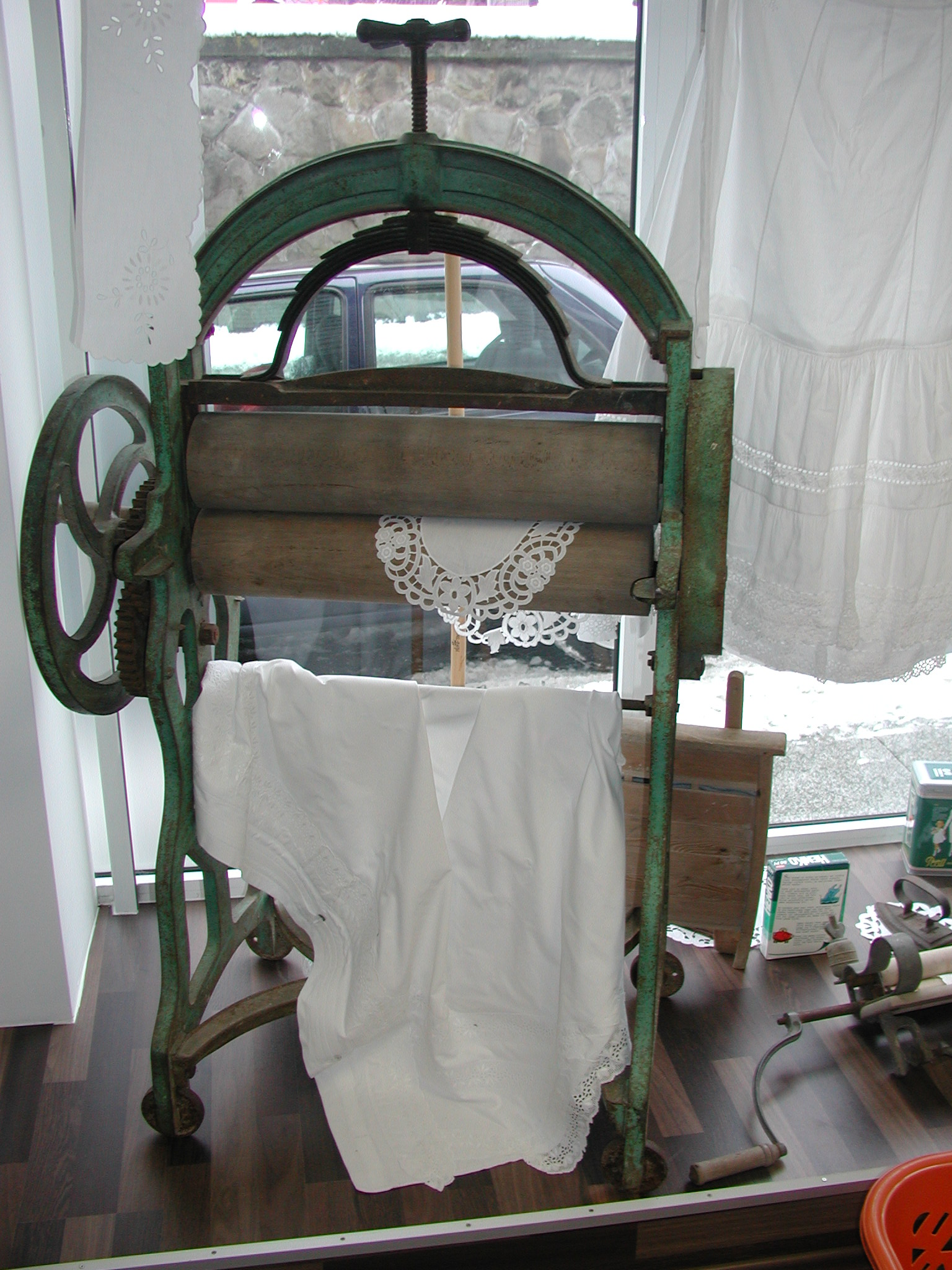
Sogenannte Wringmaschine (eigentlich wird gepresst) um 1945

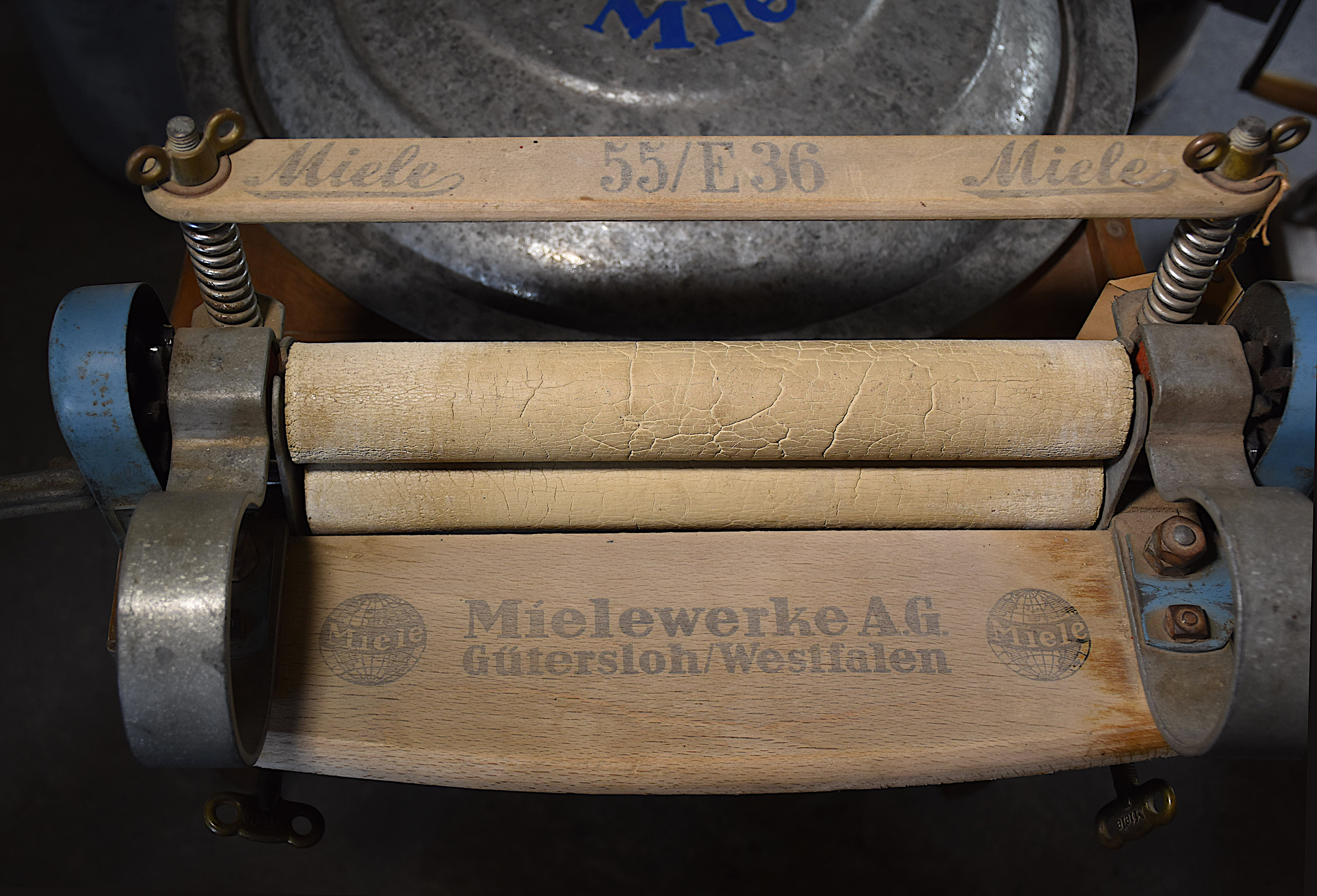
Direkt an einer Holzbottichwaschmaschine angebrachte Wringmaschine

Das Wringen ist ein Vorgang, bei dem ein verformbarer Körper in einer rotierenden Scherung verformt wird. Das Ergebnis ist eine Torsion.

## Sport
Beim Verwringen ist von Interesse, auf diese Weise eine Spannung in dem deformierten Körper aufzubauen beziehungsweise – insbesondere bei der Gymnastik – solche Bewegungen und die daraus resultierenden Spannungen zu vermeiden.

## Haushalt
Beim Auswringen steht die Volumenverkleinerung enthaltener Hohlräume im Vordergrund, so dass beispielsweise ein nasser Wischmopp auf diese Weise vorgetrocknet werden kann.
Wringen war lange ein wichtiger Arbeitsgang beim Waschen gefolgt vom Mangeln. Nach dem Waschen und Spülen wurden die Wäschestücke zunächst ausgewrungen, um den größten Teil des Wassers zu entfernen und den anschließenden Trockenvorgang zu verkürzen. Wurde diese Tätigkeit früher rein manuell erledigt, gab es später Erleichterungen durch Wringmaschinen, die ebenfalls von Hand betrieben wurden. Das Wäschestück trieb man mit Hilfe eines Schwengels zwischen zwei Gummirollen durch, wobei etwa die Hälfte des Wassers herausgepresst werden konnte. Da die allermeisten Wringmaschinen manuell bedient wurden, war hier sehr viel Muskelkraft erforderlich. Vereinzelt gab es aber auch elektrisch betriebene Wringmaschinen. Durch die nach dem Zweiten Weltkrieg begonnene Entwicklung der elektrischen Wäscheschleudern, Wäschetrockner und Waschmaschinen mit immer mehr Automatik erübrigten sich diese Arbeitsgänge und damit auch die Wringmaschinen.